# Alphonse Mingana

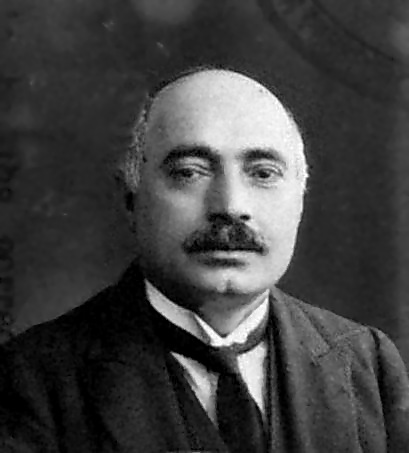
Alphonse Mingana (etwa 1930)

Alphonse Mingana (syrisch-aramäisch: ܐܠܦܘܢܨ ܡܢܓܢܐTaufname: Hormizd; * 23. Dezember 1878 oder 1881 in Scharanesch bei Zakho (Nord-Irak); † 5. Dezember 1937 in Birmingham) war ein christlicher Theologe und Orientalist.
Hormizd, ältestes von acht Kindern des chaldäisch-katholischen Priester Paolos Mingana und seiner Ehefrau Maryam Nano, erfuhr seine Ausbildung ab 1891 am Séminaire Saint Jean, dem chaldäischen Priesterseminar in Mosul. Dort lernte er Türkisch, Persisch, Kurdisch. Latein, Französisch, Arabisch, Syrisch und Hebräisch. 1902 wurde er durch Patriarch Emmanuel II. Thomas (1900–1947) zum Presbyter („Priester“) geweiht und nahm den Namen Alphonse an. Nach kurzer Seelsorgertätigkeit im Heimatdorf wurde er als Professor für Syrisch und Arabisch an das Priesterseminar berufen. Er sammelte syrische Handschriften und wirkte als Korrektor für die Druckerei der Dominikaner in Mosul.
1905 begann der gelehrte und ehrgeizige Mingana mit eigenen Publikationen, einer syrischen Grammatik und einer Ausgabe der Werke des Narsai von Nisibis-Edessa. 1907 veröffentlichte er auf Syrisch und Französisch die bald berühmte Chronik von Arbela. Ihre einzige Handschrift wurde am 21. Oktober 1907 durch die Preußische Staatsbibliothek Berlin erworben. Dabei verschwieg Mingana, dass es sich um ein zeitgenössisches, künstlich gealtertes Manuskript handelt. Über die Veröffentlichung dieses Textes kam es zu Auseinandersetzungen mit dem Patriarchen, in deren Gefolge Mingana 1910 das Seminar verließ. Schließlich brach er mit der chaldäischen Kirche und reiste am 7. Januar 1913 aus Mosul ab.
Mingana begab sich 1913 nach England, wo er von James Rendel Harris und David Samuel Margoliouth gefördert wurde. Am 14. Juli 1915 heiratete er die norwegische Lutheranerin Emma Sophia Floor aus Stavanger. Aus der Ehe gingen ein Sohn und eine Tochter hervor. 1920 erhielt Mingana die britische Staatsbürgerschaft. Den Doktorgrad erlangte er nie, ließ ihn aber in seinen Pass eintragen.
Von 1915 bis 1932 war er Handschriftenkurator in Manchester, ab 1932 als Nachfolger Harris’ in Birmingham. Auf drei Orientreisen, 1924, 1925 und 1929, erwarb er nahezu 600 Manuskripte mit zum Teil bis dahin unbekanntem Inhalt, die zum Grundstock der „Mingana Collection“ in Selly Oak wurden.
Seine Edition der „Chronik von Arbela“ (1907) gilt als umstritten und trug Mingana den Vorwurf der Handschriftenfälschung ein, nicht zuletzt weil diese ins 7. oder 6. Jahrhundert datierte älteste Quelle zur frühsyrischen Kirchengeschichte lediglich in einer Handschrift aus dem 19. Jahrhundert, die Geschehen aus dem 17. Jahrhundert erwähnt, vorliegt, die zudem erhebliche Abweichungen zu Minganas Edition aufweist. Sein Kollege Jean-Baptiste Chabot (1860–1948) berichtete zudem, dass Mingana das Manuskript in seiner Anwesenheit vor ein Kamin gehalten habe, um es künstlich altern zu lassen. 1967 wies Jean-Marie Fiey (Auteur et date de la Chronique d’Arbèles. In: L’Orient Syrien XII. Paris 1967, S. 265–302) nach, dass es sich um eine Fälschung handelt. Trotzdem ist die Diskussion nicht verstummt, seit Peter Kawerau, der wie sein Nachfolger Wolfgang Hage die Chronik für echt hielt, sie 1985 als Faksimile herausgab.

## Werke (Auswahl)
- Clef de la langue araméenne, ou Grammaire complète et pratique des deux dialectes syriaques occidental et oriental (Mosul 1905)
- Narsai doctoris syri homiliae et carmina prime edita (Mosul 1905)
- Sources syriaques, 2 Bde. (Leipzig o. J.), in Bd. 1 die „Chronik von Arbela“ (S. 1–168)
- The Ordes and Psalms of Salomon, 2 Bde. (Manchester 1916/20) mit Rendel Harris
- Remarks on the Early Spread of Christianity in Central Asia. In: Bulletin of the John Rylands Library 14 (1930)
- Woodbrooke Studies, Bd. 1–7 (Cambridge 1927–1934)
- Catalogue of the Mingana Collection of Manuscripts, 2 Bde. (Cambridge 1933/36)
- Catalogue of the Arabic Manuscripts in the John Rylands Library (Manchester 1934)